# Ecuación de Colebrook-White
La Ecuación de Colebrook-White es una fórmula usada en hidráulica para el cálculo del factor de fricción de Darcy {\displaystyle \lambda } también conocido como coeficiente de rozamiento. Se trata del mismo factor {\displaystyle f} que aparece en la ecuación de Darcy-Weisbach.
La expresión de la fórmula de Colebrook-White (1937, 1939) es la siguiente:
| Símbolo                  | Nombre             |
| ------------------------ | ------------------ |
| {\displaystyle Re}       | Número de Reynolds |
| {\displaystyle k/D}      | Rugosidad relativa |
| {\displaystyle \lambda } | Factor de fricción |

El campo de aplicación de esta fórmula se encuentra en la zona de transición de flujo laminar a flujo turbulento y flujo turbulento.
Para la obtención de {\displaystyle \lambda } es necesario el uso de métodos iterativos. Otra forma más sencilla y directa de obtener el valor de {\displaystyle \lambda } es hacer uso del diagrama de Moody.
Para el caso particular de tuberías lisas la rugosidad relativa, es decir la relación entre la rugosidad en las paredes de la tubería y el diámetro de la misma, es muy pequeño con lo que el término {\displaystyle k/D} es muy pequeño y puede despreciarse el primer sumando situado dentro del paréntesis de la ecuación anterior. Quedando en este caso particular la ecuación del siguiente modo:

{\displaystyle {\frac {1}{\sqrt {\lambda }}}=2\log _{10}{\left(Re{\sqrt {\lambda }}\right)}-0,8}

Para números de Reynolds muy grandes el segundo sumando situado dentro del paréntesis de la ecuación de Colebrook-White es despreciable. En este caso la viscosidad no influye en la práctica a la hora de determinar el coeficiente de fricción, este únicamente depende de la rugosidad relativa {\displaystyle k/D} de la tubería. Esto se manifiesta en el diagrama de Moody en que en la curva para valores elevados de {\displaystyle Re} se hacen rectas horizontales.

## Aproximaciones conocidas para el cálculo del factor de fricción
Para la solución de la ecuación implícita de Colebrook-White se han planteado diversos técnicas divididas en dos tipos principalmente

### Métodos iterativos implícitos.
Existen varias formas de solucionar la ecuación de Colebrook-White de forma iterativa pero se presenta aquí solo el algoritmo de Newton-Raphson.

#### Solución implícita por Iteración de Método de Newton-Raphson
La ecuación se plantea con un proceso iterativo en {\displaystyle \lambda }.
Primero es necesario suponer un valor de {\displaystyle \lambda =0.001}
Calcular:
{\displaystyle x={1 \over {\lambda }^{0.5}}}
{\displaystyle a={{k/\ D} \over 3.70}}
{\displaystyle b={2.51 \over Re}}
{\displaystyle f(x)={-2.0\cdot log_{10}{(a+b\cdot x)}}}
{\displaystyle f'(x)={-2.0 \over {ln(10)}}\cdot ({b \over {a+b\cdot x}})}
{\displaystyle \Delta ={{f(x)-x} \over {f'(x)-1}}}
Si {\displaystyle \Delta >~1e^{-8}} entonces
{\displaystyle x=x-\Delta }
Repetir hasta lograr convergencia en {\displaystyle x}.
Por último calcular {\displaystyle \lambda } a partir de {\displaystyle x}.
{\displaystyle \lambda ={1 \over x^{2}}}
Donde {\displaystyle \lambda } está en función de:
| Símbolo            | Nombre                  | Unidad        |
| ------------------ | ----------------------- | ------------- |
| {\displaystyle k}  | Rugosidad de la tubería | (mm) o (pulg) |
| {\displaystyle D}  | Diámetro                | (mm) o (pulg) |
| {\displaystyle Re} | Número de Reynolds      |               |

### Métodos directos, explícitos.
Existen muchas ecuaciones explícitas a la ecuación de Colebrook-White como:
- Moody (1944,[5] 1947[6]),

- Wood (1966[7]),

- Eck (1973[8]),

- Churchill (1973[9]),

- Swamee & Jain (1976[10]),

- Chen (1979[11]),

- Round (1980[12]),

- Barr (1981[13]),

- Zigrang and Sylvester (1982[14]),

- Haaland (1983[15]),

- Serghides (1984[16]),

- Manadilli (1997[17]),

- Romeo et al (2002[18]),

- Sonnad and Goudar (2006[19]),

- Buzelli (2008[20]),

- Avci and Karagoz (2009[21]),

- Papaevangelou et al. (2010[22]) and

- Brkic (2011[23]).

Sin embargo debe recordarse que estas ecuaciones corresponden a aproximaciones y regresiones de valores calculados a partir de métodos implícitos como el de Newton-Raphson. Tan sólo la ecuación de Avci and Karagoz (2009) ha sido desarrollada a partir de datos de laboratorio recientes conocidos como "Princeton University super-pipe data".

#### Solución explícita con la ecuación de Goudar–Sonnad
La ecuación de Goudar es una de las aproximaciones para hallar el factor de fricción {\displaystyle \lambda } de Darcy–Weisbach, en tuberías circulares; la cual ha sido calculada de la ecuación de Colebrook–White. Teniéndose:
{\displaystyle a={2 \over \ln(10)}}
{\displaystyle b={k/D \over 3.7}}
{\displaystyle d={\ln(10)Re \over 5.02}}
{\displaystyle s={bd+\ln(d)}}
{\displaystyle q={{s}^{s/(s+1)}}}
{\displaystyle g={bd+\ln {d \over q}}}
{\displaystyle z={\ln {q \over g}}}
{\displaystyle D_{LA}=z{g \over {g+1}}}
{\displaystyle D_{CFA}=D_{LA}\left(1+{\frac {z/2}{(g+1)^{2}+(z/3)(2g-1)}}\right)}
{\displaystyle {\frac {1}{\sqrt {\lambda }}}={a\left[\ln \left({\frac {d}{q}}\right)+D_{CFA}\right]}}
Donde λ está en función de:
- Rugosidad de la tubería, {\displaystyle k} (mm, pulgada)
- Diámetro, {\displaystyle D} (mm, pulgada)
- Número de Reynolds, {\displaystyle Re} (adimensional).

#### Discusión acerca del error de las aproximaciones
Brkic, encontró que las aproximaciones con menor error máximo (<0.14%) son las de Romeo-Royo-Monzon, Buzelli, Serghides, Zigrang-Silvester. Mientras que del otro lado de la balanza, las aproximaciones con mayor error relativo (>8.0%) fueron las de Eck, Round, Moody, Wood, Rao-Kumar.
Un resultado interesante de este trabajo radica en que la aproximación más usada para aproximar la ecuación de Colebrook suele ser la de Swamee y Jain, pero esta presenta un error máximo relativo superior al 2.0%.